# Périphérie
Cet article concerne le territoire entourant une zone centrale. Pour la subdivision grecque, voir Périphérie (Grèce).
Le mot périphérie vient du grec peripheria qui signifie circonférence.
Plus généralement, la périphérie désigne une limite éloignée d'un objet ou d'une chose.
Par exemple :
- périphérie d'une ville : quartiers extérieurs de la ville, banlieue ;
- périphérie d'un cercle : circonférence du cercle ;
- périphérie du Système solaire : zone où l'attraction du Soleil est la plus faible, c'est-à-dire la zone à la limite du Système solaire ;
- la vision périphérique fait référence à la capacité de voir en bordure du champ de vision (voir Œil).

La "phériphérie" (?) est à l’extérieur de la ville centre

## Économie
En économie, la périphérie désigne l'ensemble des pays en développement, par opposition au centre, les pays industrialisés avancés.
Le couple Centre/Périphérie est donc un modèle explicatif des relations entre deux espaces. Il est une approche hiérarchisée entre un lieu qui se proclame Centre et son environnement qui est stigmatisé comme une Périphérie. L'approche géographique légitime, la dissymétrie existante ou alors la consacre.
Ce schéma explicatif apparaît chez les économistes en 1902 avec Werner Sombart (Le capitalisme moderne). Il sera repris par les économistes du développement dans les années 1960 qui s'en servent pour décrire les relations des empires coloniaux et post-coloniaux. On rattache ces économistes au courant marxiste. Parmi eux, citons Raúl Prebisch (1901-1986), H. Wolfgang, Arghiri Emmanuel (1911-2001), L’échange inégal (1968), Samir Amin (1973), Le développement inégal ou encore Immanuel Wallerstein, The Modern World-System (1974, 1980, 1989).

## Géographie
Les géographes utilisent cette notion à partir des années 1980, où Alain Reynaud l’applique à la géographie dans son ouvrage Société, Espace et Justice (1981). Le modèle Centre/Périphérie devient alors incontournable.
Le centre est le lieu où « tout se passe » contrairement à une périphérie perçue comme immobile et en retard. Le centre se positionne face à une périphérie, un ailleurs, un au-delà et peut être ainsi qualifié parce qu'il polarise l'espace qui l'entoure, celui de ses périphéries, dans un double mouvement d'attraction et de rayonnement. On peut également distinguer le centre d'un espace géographique par sa complexité différentielle avec l'espace environnant : aussi bien d'un point de vue quantitatif que qualitatif, le centre tranche d'avec ses périphéries, ce qui lui permet de les dominer et de les placer dans sa dépendance.
Dans sa typologie, Alain Reynaud distingue, au-delà des périphéries, des angles morts (comme le Sahel, les Andes, l'Himalaya), « délaissés par les centres », ou des isolats « comptant sur leur propre force » (Corée du Nord).

### La «province» française
On distingue souvent deux périphéries autour de Paris: la périphérie immédiate, ou banlieue, et la périphérie lointaine, communément appelée «province».

## Histoire
Déjà dans sa thèse, Fernand Braudel approchait ce modèle avec son Économie monde, en « voulant indiquer par cette formule que la mer du XVIe siècle était un monde en soi, un seul univers économique débordant largement et dans toutes les directions la ligne interminable de ses rivages, vers l’intérieur de l’Europe, de l’Asie et de l’Afrique ». Son approche typologique précisait trois régions : 1. Zone centrale, 2. Régions intermédiaires, et, enfin, 3. Marges/Périphéries